# Husbyringen

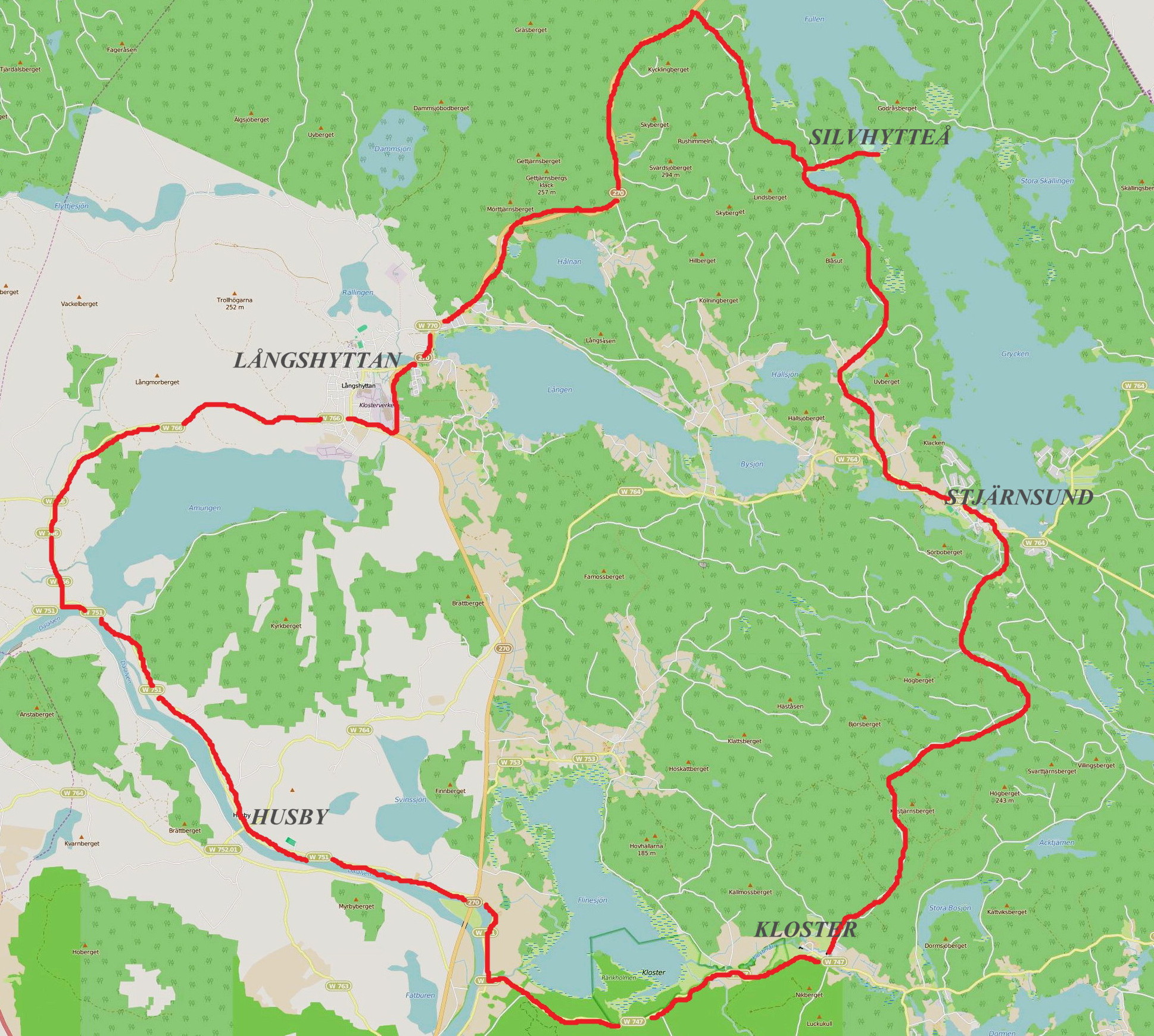
Husbyringen, översiktskarta.

Husbyringen är en natur- och kulturled i Husby socken, Hedemora kommun i södra Dalarna. Den 60 kilometer långa slingan invigdes 1970 av stiftelsen Husbyringen och gör anspråk på att vara Sveriges första ekomuseum.

## Beskrivning
I Husbyringen ingår ett 30-tal sevärdheter med anknytning till Dalarnas gruv- och brukshistoria. Ringen går via Husby, Långshyttan, Silvhytteå, Stjärnsund till Kloster och tillbaka till Husby. Samtliga besöksmål bär på mycket intressant historia. Två av dem är knutna till några av Sveriges största uppfinnargenier - Christopher Polhem som var verksam vid Stjärnsund och Gustaf de Laval som var verksam vid Kloster. Längst i sydväst följer Husbyringen Dalälven som är en av ringens vackraste vägsträckor. Här ligger by efter by intill varann och byarnas åldriga namn återfinns skriftligt dokumenterade sedan 1300-talet.

## Besöksmål i urval
Ordnade medurs med början vid Husby.
- Näs kungsgård
- Husby kungsgård
- Långshyttans bruk
- Rällingsbergs gruva
- Silfhytteå bruk
- Stjärnsunds bruk
- Högsta kustlinjen
- Klosters bruk
- Flinssjön

## Bilder

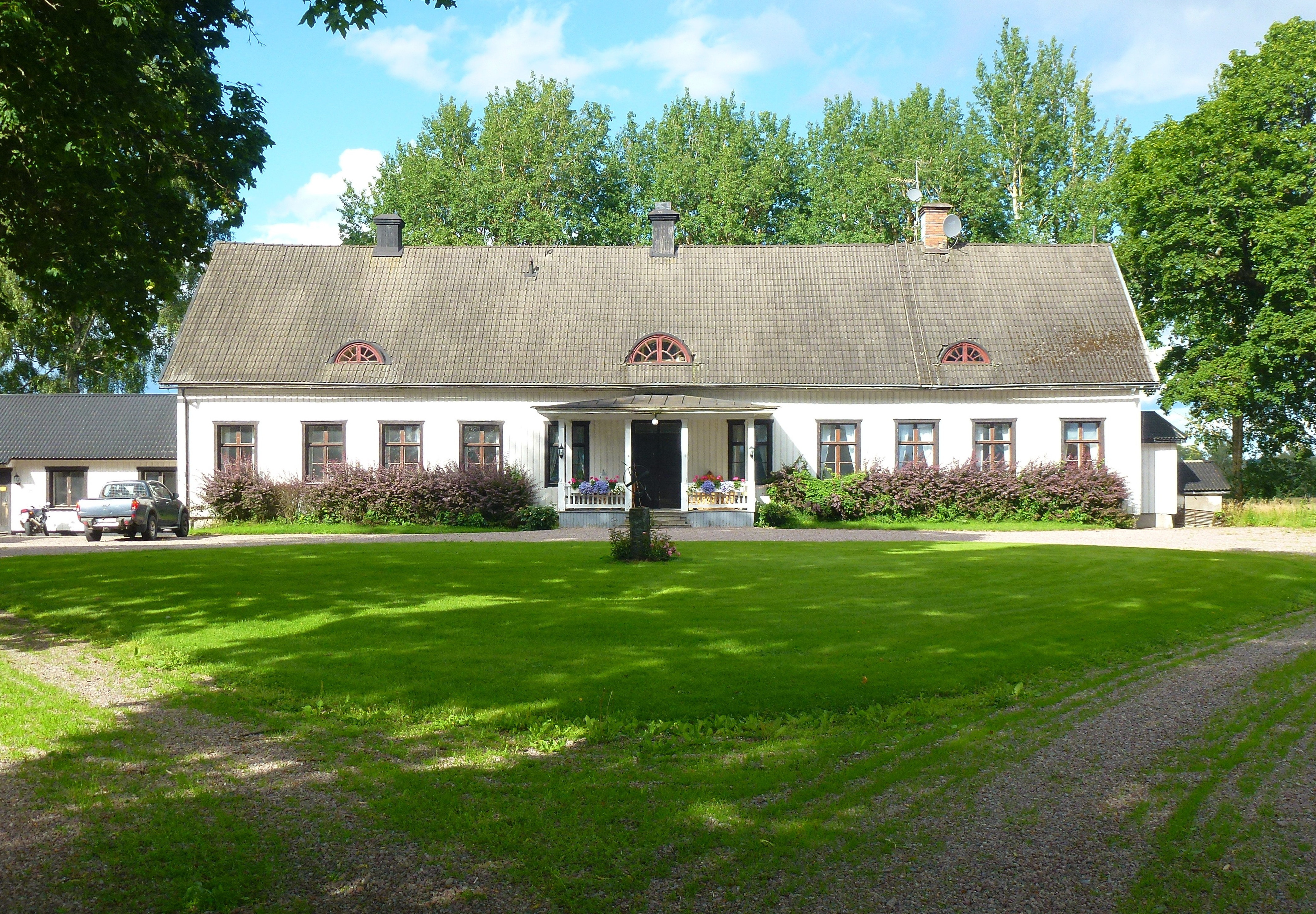
Näs kungsgård
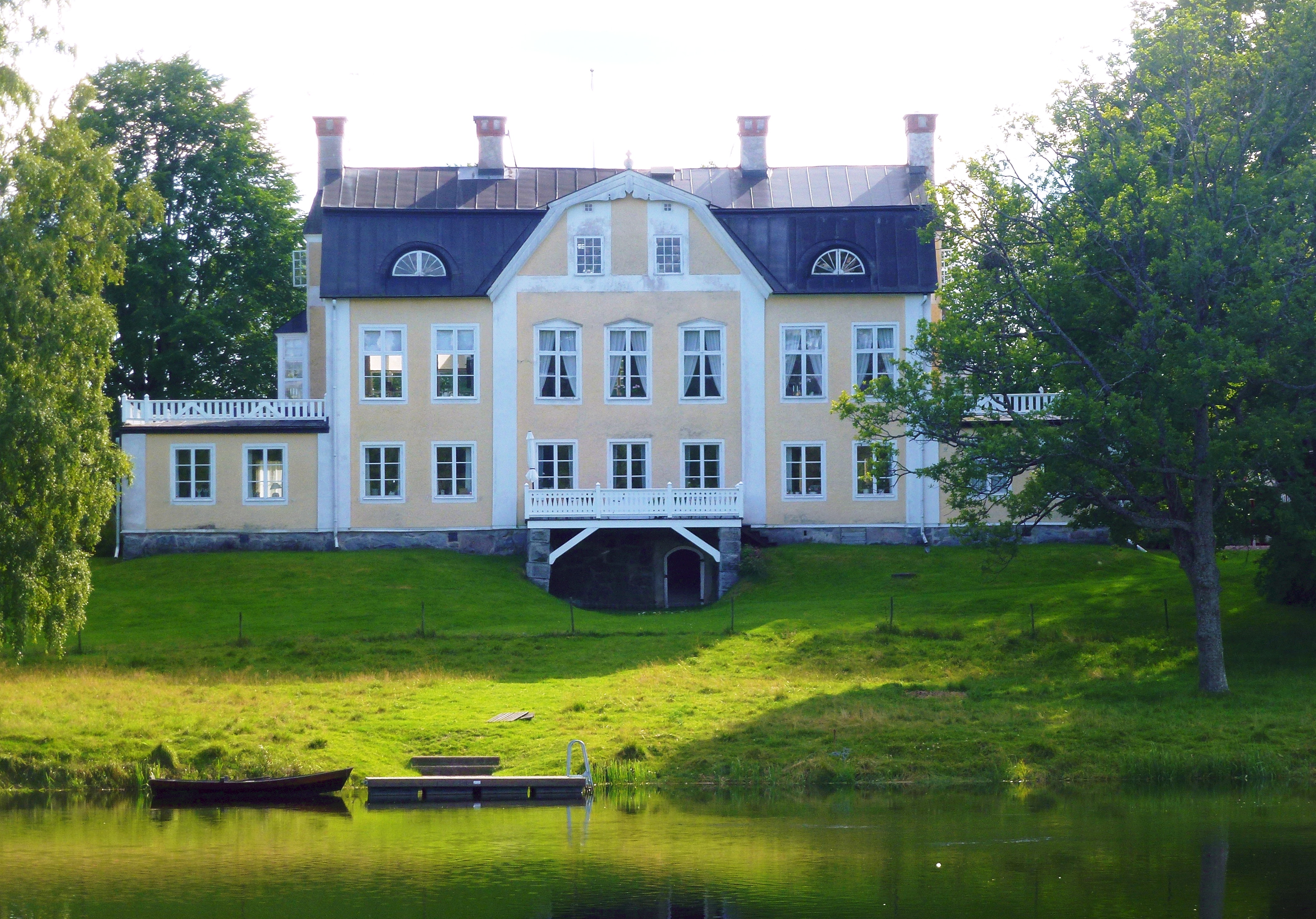
Husby kungsgård
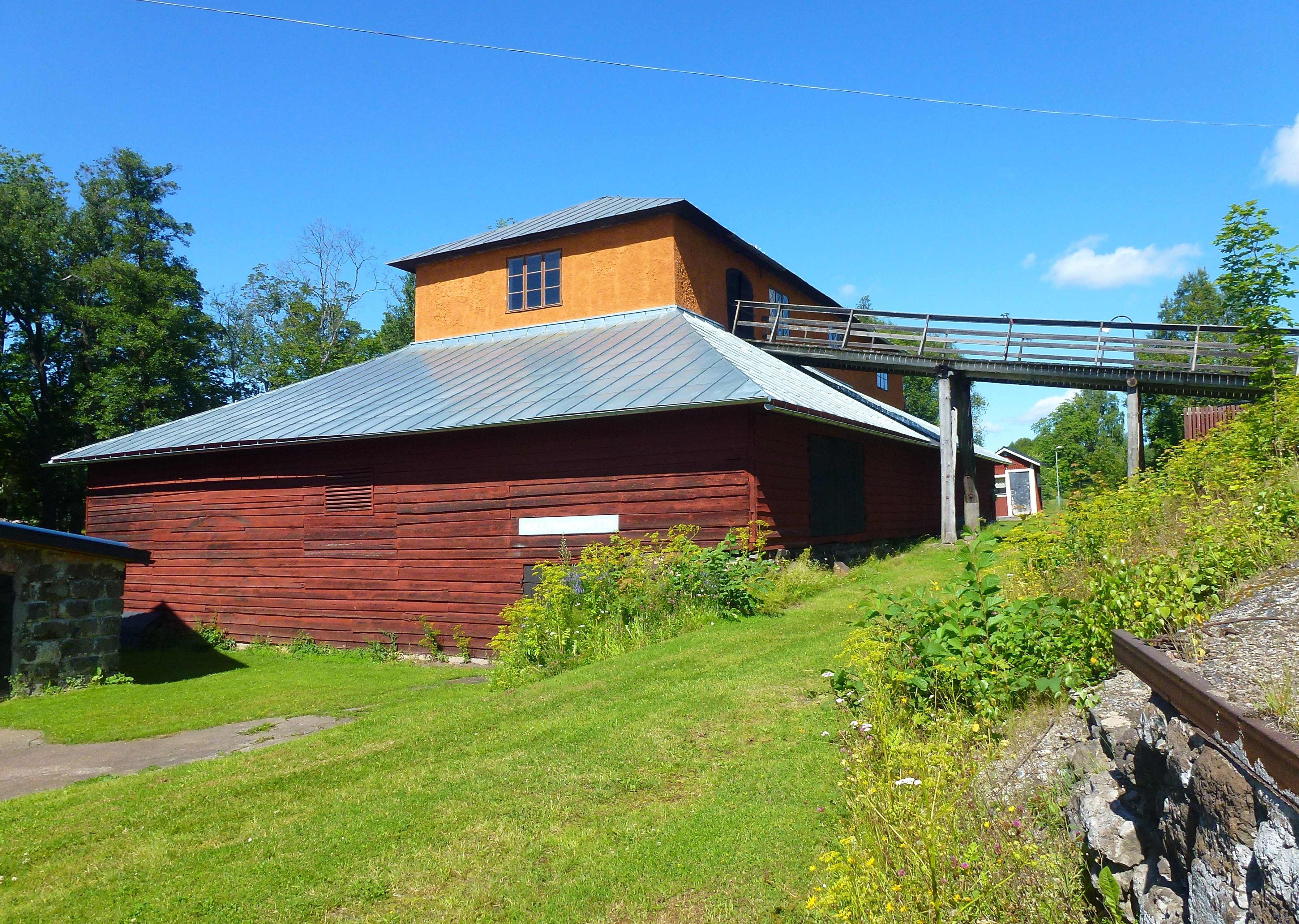
Långshyttans mulltimmerhytta
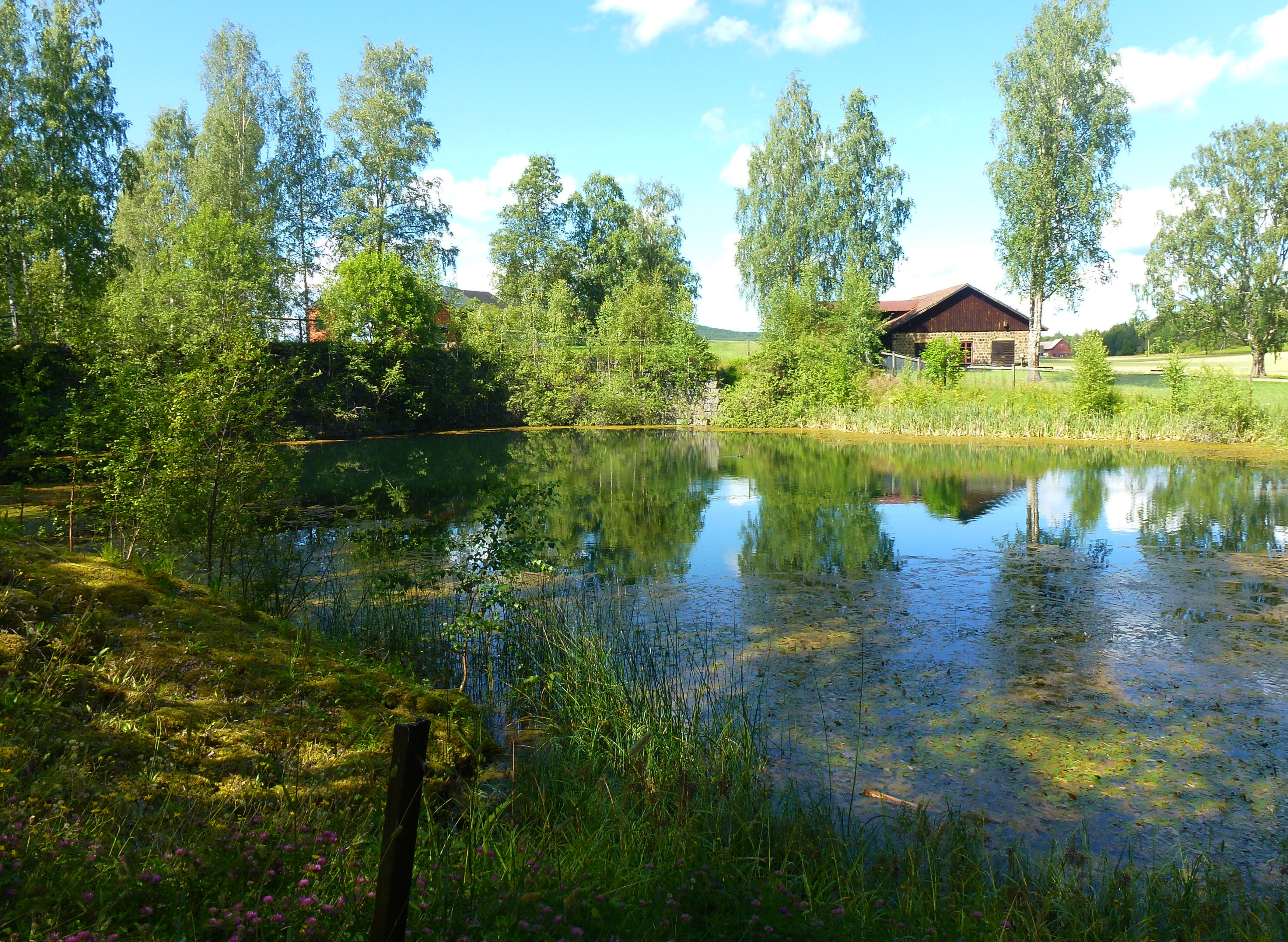
Rällingsbergs gruvor, gruvhål

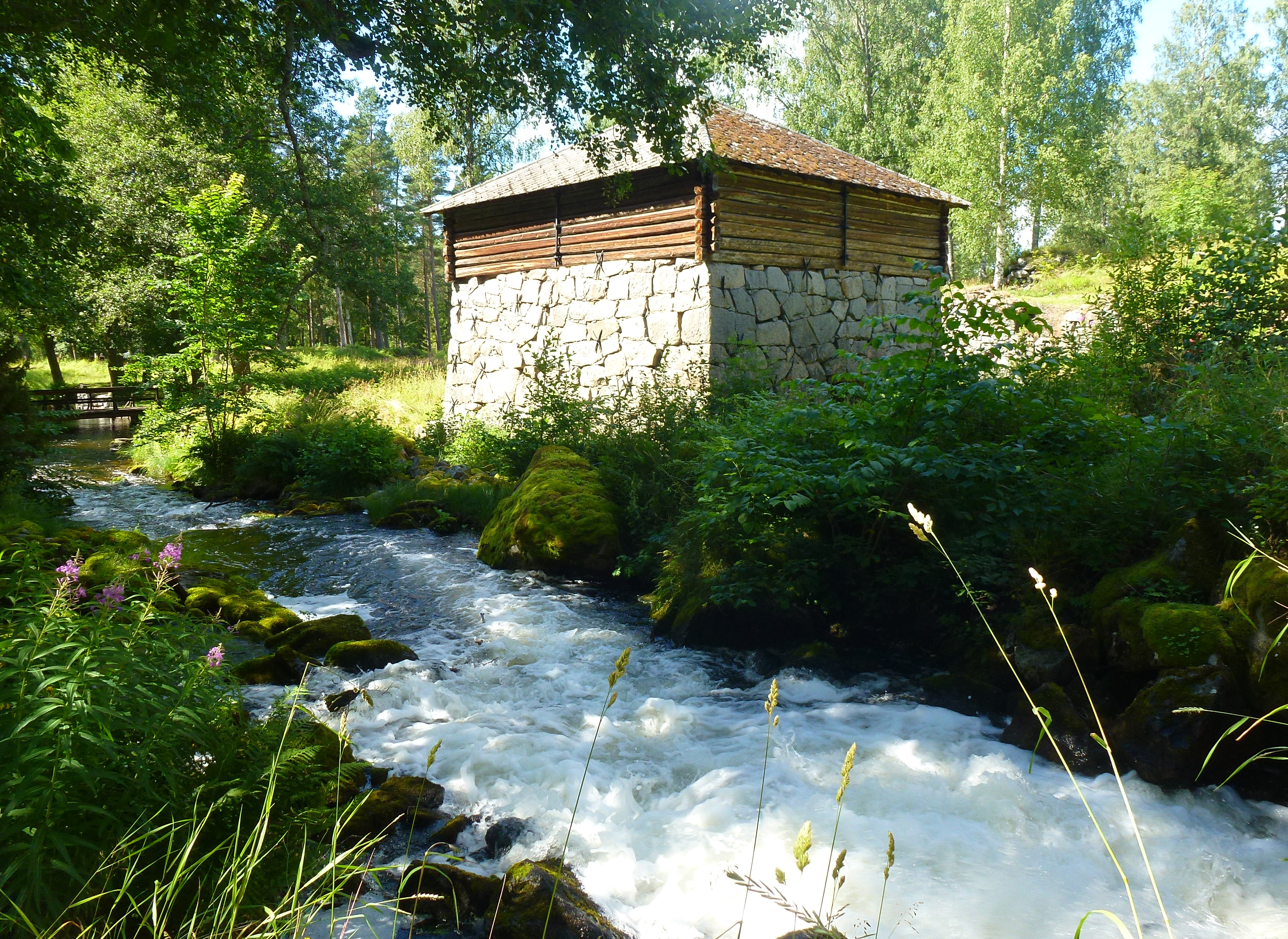
Silfhytteå bruk
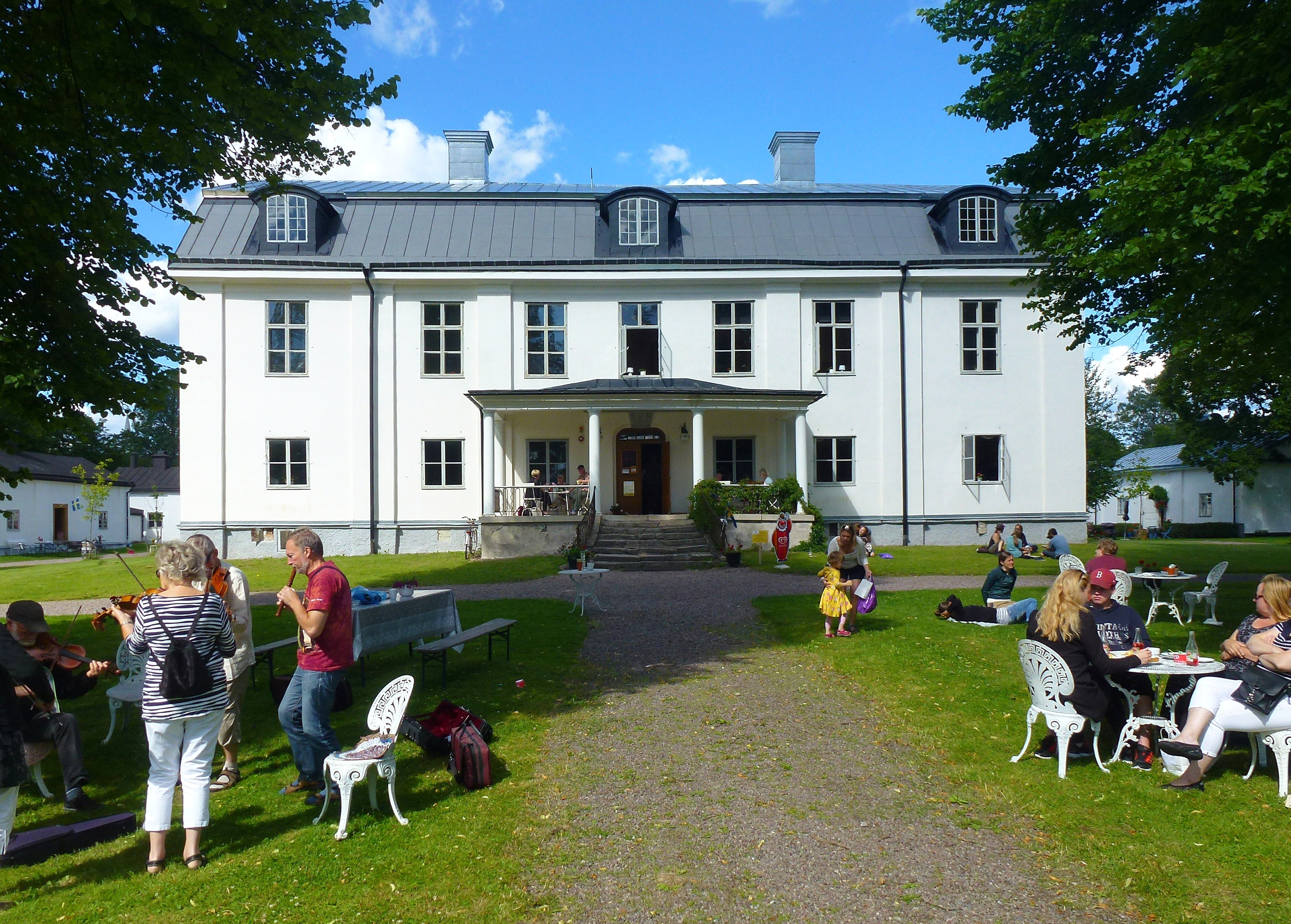
Stjärnsunds herrgård
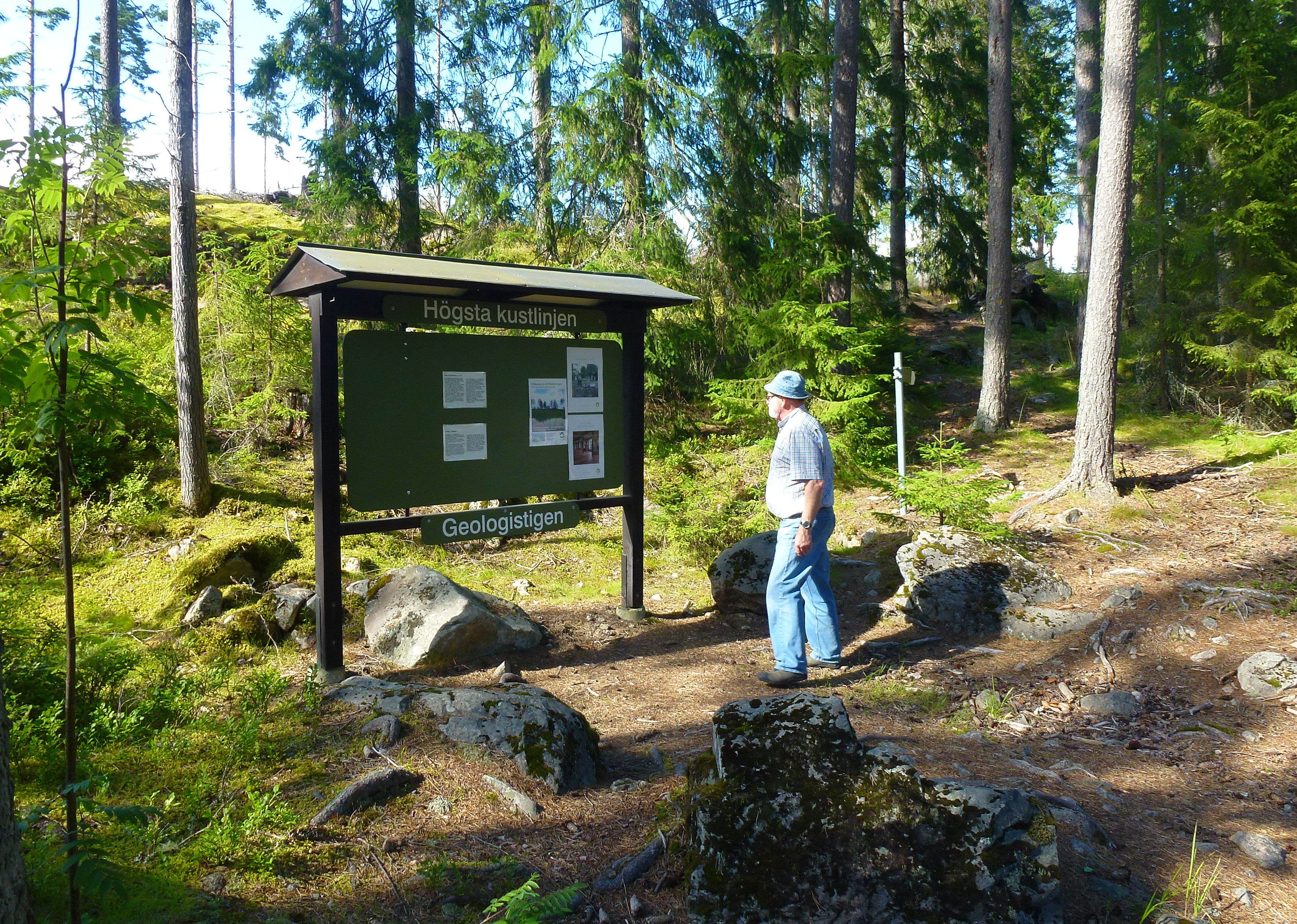
Högsta kustlinjen, infotavla
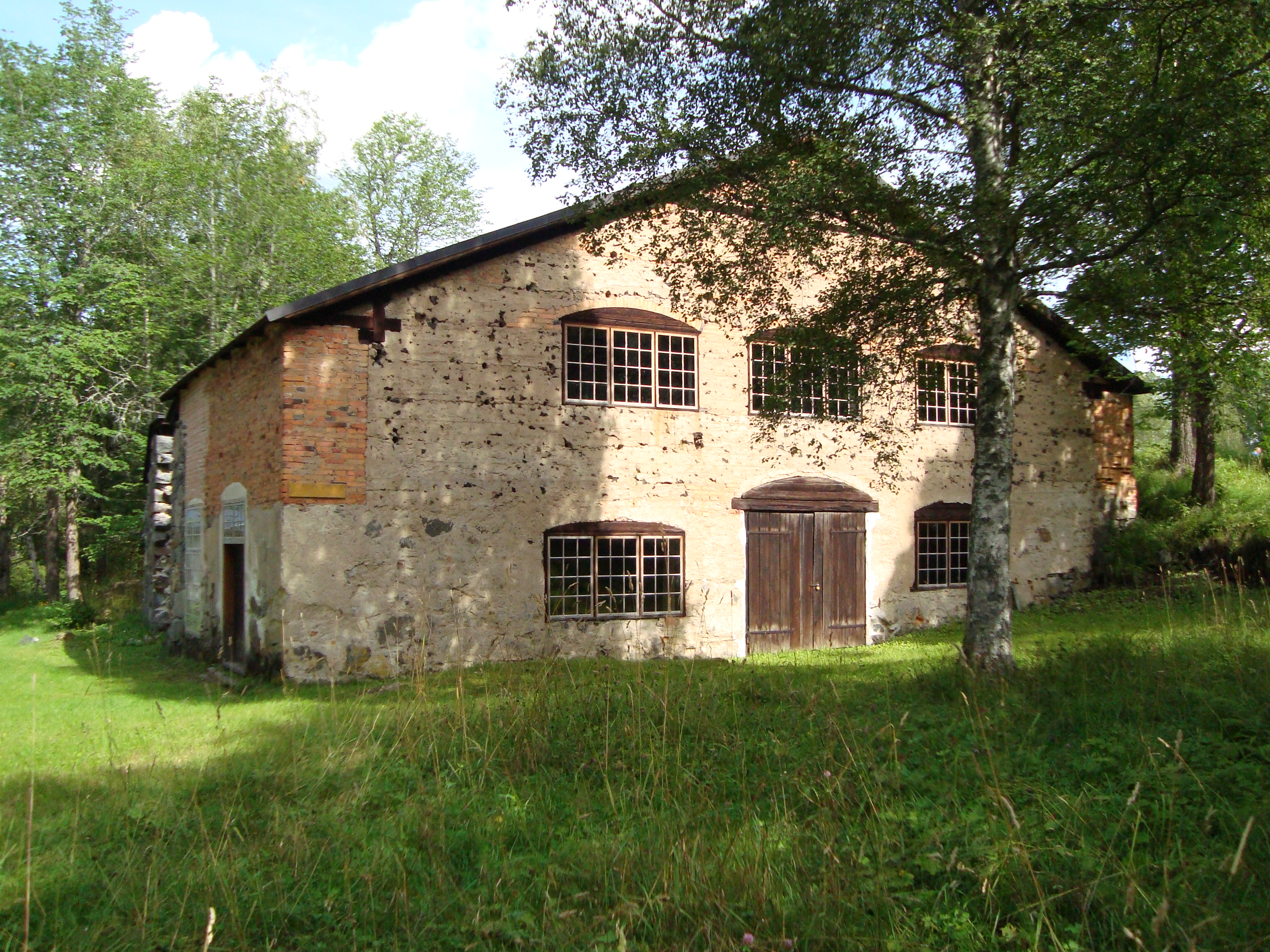
De Lavals smedja i Kolster